# 李元 (成化進士)
李元（1439年—？），字修德，江西吉安府安福縣人，明朝政治人物。進士出身。

## 生平
天順三年（1459年）己卯科江西鄉試第四十五名。成化二年（1466年）丙戌科會試第一百八名，殿試登進士第二甲第八十一名。

## 家族
曾祖李叔恭。祖父李存紀。父亲李資政。